# Vias institute
Vias institute, tot 2017 het Belgisch Instituut voor de Verkeersveiligheid (BIVV), is een Belgische organisatie die zich richt op het verbeteren van de verkeersveiligheid, de mobiliteit en de maatschappelijke veiligheid. Het is een bedrijf, gecontroleerd door de Koninklijke Automobiel Club van België, dat de vorm heeft van een coöperatieve vennootschap en dat erkend is als sociale onderneming.

## Activiteiten
Het kenniscentrum van Vias produceert studies en onderzoek over mobiliteit. Via een beheersovereenkomst met de FOD Mobiliteit krijgt het daarvoor subsidies. Het instituut is betrokken bij de voorbereiding, de uitvoering en de evaluatie van het mobiliteitsbeleid. Behalve voor de overheid worden ook studies in consultancyverband uitgevoerd. In 2022 werkten 42 personen voor het kenniscentrum van Vias, ongeveer een derde van het totaal. Andere afdelingen van Vias zijn Marketing & Communicatie (dat consultancy-opdrachten aanneemt) en Driver Improvement (cursussen voor verkeersovertreders in samenwerking met rijscholen). Voorts organiseert het betalende omkaderingsprogramma's voor bestuurders die tot een alcoholslot zijn veroordeeld. Andere autotrainingen worden aangeboden door het zusterbedrijf Vias Academy.
De organisatie presenteert zich als "onafhankelijk, neutraal en objectief" en werkend voor de "veiligheid van alle weggebruikers". Mobiliteitsexperts betwijfelen dit en menen dat de agenda van de autosector doorweegt in de aanbevelingen.

## Geschiedenis
Het BIVV werd opgericht in 1986 op initiatief van de Belgische regering als een vzw. Het was een kenniscentrum met twee belangrijke doelstellingen op het gebied van de verkeersveiligheid:
- publieksvoorlichting en opvoeding (campagnes)
- wetenschappelijk onderzoek en advies

De BOB-campagne die door het BIVV in België werd geïnitieerd, kreeg navolging in andere landen van de Europese Gemeenschap.
Na de zesde staatshervorming werden heel wat bevoegdheden inzake verkeersveiligheid van het federale naar het gewestelijke niveau overgedragen. Naar aanleiding daarvan vormde het BIVV zich in 2016 om tot een cvba met sociaal oogmerk. De Koninklijke Automobiel Club van België (RACB) verwierf 60% van de aandelen, de overige 40% werden gecontroleerd door ceo Karin Genoe.
De nieuwe naam Vias was geen acroniem, maar verwees naar het Latijnse via. Dat betekent naast ‘weg’ ook ‘manier, wijze waarop’ en sloot zo aan bij de bredere invulling die de vernieuwde organisatie kreeg. Daarbij bleef het doel gedragsverandering om een betere en veiligere omgeving te creëren. De raad van bestuur werd echter fors ingeperkt (van 23 leden naar 4), ten koste van onder meer de belangenverenigingen van voetgangers en fietsers.

## Gerechtelijk onderzoek en audit
In 2016 werd bij Vias een huiszoeking gehouden in verband met belangenverstrengeling rond de bobcampagnes. De directeur communicatie van Vias zou ook inkomsten hebben verworven uit het bureau dat de bobcampagnes verzorgde. Het onderzoek werd beëindigd met een minnelijke schikking, waarvan de inhoud geheim bleef. Volgens Vias was het zelf geen partij bij de schikking.
Minister van Mobiliteit Georges Gilkinet gelastte in 2022 een audit om te onderzoeken of Vias subsidiegeld gebruikte voor commerciële activiteiten, wat het bedrijf ontkende. Het publiceerde een recht van antwoord in De Standaard om de berichtgeving daarover te weerleggen.
Het verslag van de Commissie Mobiliteit van 5 juli 2023 van het Federaal Parlement leert dat uit de audit is gebleken dat de interne controlemechanismen afdoende zijn en dat Vias de nodige kwaliteitsstandaarden toepast. Daarnaast heeft de auditeur een aantal aanbevelingen geformuleerd.

## Voetnoten
1. 1 2 3  Vias zet subsidies in voor commerciële activiteiten, De Standaard, 8 oktober 2022
2. 1 2 3  'De privileges van het autoverkeer zijn taboe': groeiende kritiek op het 'onafhankelijk' verkeersinstituut Vias, De Morgen, 10 november 2020
3. ↑  Reactie Vias, De Standaard, 3 november 2022
4. ↑  https://www.dekamer.be/doc/CCRI/pdf/55/ic1151.pdf, p. 20.